# James Lowther (1840-1904)
James Lowther (1er décembre 1840 - 12 septembre 1904) est un homme politique conservateur britannique et un sportif.

## Jeunesse et formation
Né à Swillington, Yorkshire, il est le plus jeune fils de Sir Charles Lowther (3e baronnet), de Swillington et d'Isabella Morehead. Il fait ses études à la Westminster School et obtient un BA du Trinity College, Cambridge en 1863 et un MA en 1866. Il est également admis comme avocat à l'Inner Temple le 17 octobre 1864, mais ne pratique jamais le droit .

## Carrière politique
Lowther est entré au Parlement pour la première fois en 1865, en tant que député de York. Son premier discours est contre le Reform Bill de 1866, dont l'échec fait tomber le ministère de Lord Russell. Il s'oppose également avec véhémence au Reform Act 1867, proposé par Benjamin Disraeli et Lord Derby, mais Disraeli le nomme néanmoins secrétaire parlementaire du Poor Law Board la même année. Il est une voix forte dans l'opposition à Gladstone, en particulier à l'Irish Land Bill de 1870 . Avec le retour au pouvoir de Disraeli en 1874, il est nommé sous-secrétaire d'État aux Colonies. En 1878, il est Secrétaire en chef pour l'Irlande et admis au Conseil privé du Royaume-Uni et de l'Irlande. Cependant, il connait des difficultés pendant son mandat de secrétaire. Son opposition au Land Bill lui est reprochée et il traite avec mépris l'agitation de la Land League, qui allait bientôt éclater dans la guerre agraire. Il quitte ses fonctions avec le gouvernement de Disraeli en 1880 et perd également son siège à York.
Lowther a de nombreuses activités en dehors de la politique. Il sert dans plusieurs organismes publics dans le Yorkshire et le comté de Durham, il commence à élever des chevaux de course en 1873 et les a régulièrement faire courir lors de courses dans le nord de l'Angleterre . Cependant, il ne parie pas sur eux et est très scrupuleux dans sa conduite, devenant membre du Jockey Club en 1877 .
Alors que Lowther est battu lors d'une élection partielle à Cumberland-Est en février 1881, il est élu à North Lincolnshire en septembre de cette année. À son retour à la Chambre des communes, il devient connu pour son archi-conservatisme et son protectionnisme. Lors de l'abolition de la circonscription du North Lincolnshire en 1885, il se présente à Louth, mais est vaincu, et l'est de nouveau en 1886 à Eskdale. Il est réélu en 1888 lors d'une élection partielle pour l'île de Thanet. Malgré ses opinions sans compromis, il jouit d'une popularité générale à la Chambre des communes et possède une excellente maîtrise de la procédure parlementaire . Cependant, en 1903, il est contraint d'abandonner le travail parlementaire actif et de vendre ses chevaux de course.
En 1882, le cousin de Lowther, Hugh Lowther, devient comte de Lonsdale et hérite des domaines de Lowther, dont James est le fiduciaire principal. Les habitudes de Lonsdale deviennent extravagantes et James allait avoir de grandes difficultés à limiter ses dépenses, ce qui finirait par ruiner le domaine. James lui-même hérite du château de Wilton à la mort de son père en 1894 et s'intéresse vivement à la gestion du domaine.

## Vie privée
Il meurt à Wilton le 12 septembre 1904 et laisse le château à son neveu le colonel John George Lowther .